# هيو لاغري
هيو سوينتون ليغري (بالإنجليزية: هيو لاغري)‏ محام وسياسي أميركي

## حياتهو مهنته
ولد في تشارلستون، ساوث كارولينا، من جماعة هوغوينت و من أصل اسكتلندي.
عانى من عدم قدرته على المشاركة في اللعب مع رفاقه نتيجة للتشوه بسبب تسممه من لقاح عانى اخذه قبل ان يبلغ الخامسة من عمره(السم يعرقل نمو وتطور ساقيه بشكل دائم)، وكان ليغري طالب حريص وكان رئيس جمعية Clariosophic في كلية ولاية كارولينا الجنوبية (الآن جامعة ساوث كارولينا في كولومبيا)، وتخرج منها في عام 1814 وفقا لأعلى رتبة في فصله و التي تتمتع بسمعة الابتعاث .

بعد انهائه الثانوية درس القانون لمدة ثلاث سنوات، قام بعمل متقدم في باريس وادنبره في عام 1818 و1819 وعام 1822 عاد للتدريس في جامعة ولاية كارولينا الجنوبية.

بعد ممارسة التعليم لبعض الوقت في تشارلستون، أصبح عضوا في ولاية كارولينا الجنوبية في مجلس نواب المدينة ، حيث قضي في المنصب بين 1820 و1821 ثم مرة أخرى بين 1824 و1830. كما كان المراجع العام للمدينة بين 1828 و1832.

من 1830 حتى 1832 كان النائب العام لولاية كارولينا ، وكان النائب العام للولاية حتى تم تعيينه قائم بالأعمال في بروكسل في عام 1832، حيث خدم هناك حتى 1836.

لدى عودته انتخب في الكونغرس ال25 عن الحزب الديمقراطي، ثم فشل في محاولة لإعادة انتخابه للمرة الثانية . في عام 1841 عينه الرئيس جون تايلر مدعي عام الولايات المتحدة وخدم في هذا المنصب حتى وفاته. كما شغل منصب وزير الدولة الأثناء من 8 مايو 1843، حتى وفاته.
توفي في بوسطن أثناء حضوره مراسم إزاحة الستار عن النصب التذكاري معركة بنكر هيل. حيث دفن أولا في مقبرة ماونت أوبورن في كامبريدج، ماساشوستس، ثم في وقت لاحق اعيد دفنه في مقبرة ماغنوليا في تشارلستون.

## روابط خارجية
- هيو لاغري على موقع الموسوعة البريطانية (الإنجليزية)